# Raimundo Antônio da Rocha Lima
Raimundo Antônio da Rocha Lima (Fortaleza, 1855, - Maranguape, 28 de julho de 1878), foi um poeta, filósofo e escritor cearense, patrono da cadeira n°30 da Academia Cearense de Letras.

## Biografia
Filho de Miguel Antônio da Rocha Lima (falecido antes do seu nascimento) e Maria Bezerra da Rocha Lima. Após os estudos secundários no Liceu do Ceará e no Ateneu Cearense, seguiu para Recife na esperança de fazer o curso superior de Direito; entretanto, muito franzino e atacado de doença grave, não logrou levar avante o seu intento, voltando para a sua terra natal. A temporada em Pernambuco alargou os seus horizontes culturais, assimilando principalmente as ideias de Augusto Comte. Sendo o mais jovem, foi também considerado o representante mais culto da sua geração, em que se incluíam Capistrano de Abreu, Tomás Pompeu, Xilderico de Faria e todos os confrades da Academia Francesa, que ele teve a ideia de fundar em 1873.
Colaborou assiduamente na folha maçônica “Fraternidade”.  
Faleceu em Maranguape, e após sua morte, apareceu o livro Crítica e Literatura, verdadeira obra-prima que o inclui entre os nomes mais respeitáveis da crítica literária brasileira Em vida, publicou O Direito de Punir, conferência proferida na Assembléia Provincial, e um Discurso (02/12/1877), lido perante o Gabinete Cearense de Leitura. Quando do seu desaparecimento, a “Gazeta de Notícias” do Rio de Janeiro estampou nota, de que merece ser destacado o seguinte trecho: “O aço da sua pena era temperado nas forjas inextinguíveis em que temperaram as suas Augusto Comte, Littré, Spenver, Bournouf, Stuart Mill, os obreiros da renovação moral e intelectual da humanidade contemporânea”.

## Obras
- Crítica e Literatura,[7]
- O Direito de Punir,
- Discurso,

## Homenagens
- Uma rua em Fortaleza foi nomeada em homenagem ao escritor,[14]
- Foi nomeado patrono da cadeira n°30 da Academia Cearense de Letras.[1]
- Foi nomeado patrono da cadeira nº22 da Academia Maçônica de Letras do Estado do Ceará – AMLEC.[15]